# Déi Konservativ
Déi Konservativ – d'Fräiheetspartei (deutsch Die Konservativen – Freiheitspartei) ist eine konservative Partei in Luxemburg.

## Geschichte
Die Partei wurde am 21. März 2017 vom damaligen Gemeinderat der Gemeinde Petingen, Joe Thein, gegründet. Er war zuvor aus der ADR ausgeschlossen worden.
 Thein ist aktueller Nationalpräsident der Partei.

## Wahlen
Bei der Gemeinderatswahl in Petingen am 10. April 2017 konnte die Partei Theins Sitz nicht verteidigen. Die Partei erreichte 2,4 %.
Die Partei trat bei der Kammerwahl 2018 im Wahlbezirk Süden an. Es entfielen im Wahlbezirk Süd 0,52 % der Stimmen auf die Partei.
Bei der Europawahl 2019 trat die Partei erstmals landesweit an und erreichte ein Resultat von 0,53 %.
Bei den Gemeinderatswahlen am 11. Juni 2023, kandidierte die Partei in Petingen und Differdingen, erlangte ein Resultat von rund 2 % der Stimmen.
Bei den Parlamentswahlen vom 8. Oktober 2023 trat die Partei im Süden und Norden Luxemburgs an. In beiden Wahlbezirken kam die Partei auf 0,4 % der Stimmen.
Bei den Europawahlen am 9. Juni 2024 tritt die Partei erneut landesweit mit Joe Thein als Spitzenkandidat an.